# Arkgemeenschap
De Arkgemeenschap (Frans: L'Arche) is een internationale organisatie van leefgemeenschappen waar mensen met en zonder verstandelijke beperking elkaars leven delen.

## Geschiedenis
De Arkgemeenschappen zijn ontstaan in Frankrijk. Vanuit zijn vriendschap met de dominicaanse priester Thomas Philippe werd Jean Vanier zich bewust van het lot van mensen met een ontwikkelingsstoornis die hun leven doorbrachten in een instelling. In 1964 kocht hij een huisje in Trosly-Breuil en ging er wonen met twee mannen met een beperking. Raphael Simi en Philippe Seux waren de eerste bewoners die hun steriele instelling ruilden voor een warm huishouden dat werd genoemd naar de Ark van Noach. 
In 1969 werd L'Arche Daybreak gesticht in Canada nabij Toronto. Sue Mosteller woonde er 40 jaar en volgde Vanier op als internationaal coördinator van de organisatie. De Nederlandse priester Henri Nouwen woonde ook in deze leefgemeenschap tot zijn dood in 1996 en schreef over zijn ervaringen met Vanier. In 1973 stichtte zijn zus Thérèse Vanier een arkgemeenschap nabij Kent in het Verenigd Koninkrijk. Anno 2020 zijn er wereldwijd 154 gemeenschappen waarvan zeven in België (Antwerpen-Gent, Aywaille, Moerkerke-Brugge, Brussel, Bierges, Namen) en twee in Nederland (Gouda en Haarlem).